# سوئینی
سوئینی (انگلیسی: The Sweeney) نامِ یک مجموعهٔ تلویزیونی پلیسیِ بریتانیایی است. این مجموعه در ۴ فصل و ۵۳ قسمت، از تاریخ ۲ ژانویهٔ ۱۹۷۵ تا دسامبر ۱۹۷۸ میلادی از شبکهٔ آی‌تی‌وی پخش شد.